# Sundvænget
Sundvænget er et kvarter i Hellerup, som ligger ned mod vandet fra Strandvejen og danner forstadens (og postnummerets) nordligste grænse til Charlottenlund.
Atypisk for området består dette kvarter af rækkehusbebyggelse tegnet af Thorkild Henningsen og opført i 1925. Bebyggelsen er præmieret af Gentofte Kommune. Boligerne er nogle af Danmarks dyreste med priser op til 20 mio. kr.

## Kendte beboere
- Nr. 9: Kai Lemberg, byplanlægger og fhv. generalplanchef
- Nr. 19: Ole Bornedal, filminstruktør
- Nr. 23: Sofie Lassen-Kahlke, skuespiller (barndomshjem)
- Nr. 47: Poul Henningsen, arkitekt og kritiker; Christoffer Harlang, arkitekt og professor
- Nr. 50: Uffe Ellemann-Jensen, fhv. udenrigsminister
- Nr. 55: Herbert Krenchel, professor og designer